# Буссугу, Седрик
Седрик Буссугу Мабику (фр. Cédric Boussoughou Mabikou; 20 июля 1991, Моанда, Габон) — габонский футболист, полузащитник клуба «Мангаспорт» и национальной сборной Габона. Участник Кубка африканских наций 2012 и летних Олимпийских игр 2012 года.

## Биография
Седрик Буссугу родился 20 июля 1991 года в габонском городе Моанда.

### Клубная карьера
Начал профессиональную карьеру в клубе чемпионата Габона — «Мангаспорт». В сезоне 2013/14 выступал за марокканскую команду «Олимпик» из города Беджа. В «Олимпике» он провёл 5 игр в чемпионате Марокко. В 2015 году он вновь вернулся в «Мангаспорт».

### Карьера в сборной
В составе национальной сборной Габона дебютировал 9 сентября 2011 года в товарищеском матче против Нигера (1:0).
В ноябре — декабре 2011 года участвовал в чемпионате Африки среди молодёжных команд (до 23-х лет), который проходил в Марокко. Габон стал победителем турнира, обыграв в финале хозяев марокканцев со счётом (2:1) и получил путёвку на Олимпийские игры 2012. Буссугу являлся капитаном команды на турнире.
В январе — феврале 2012 года был заявлен за сборную Габона на Кубок африканских наций, который проходил в Габоне и Экваториальной Гвинее. Габон смог выйти из группы, однако уступил в 1/4 финала в серии пенальти Мали (1:1 основное время и 4:5 по пенальти). Буссугу являлся запасным игроком и не сыграл на турнире ни одного матча. В августе 2012 году главный тренер олимпийской сборной Габона Клод Мбуруно вызвал Седрика на летние Олимпийские игры в Лондоне. В команде он получил 13 номер. В своей группе габонцы заняли третье место, уступив Мексики и Республики Корея, обогнав при этом Швейцарию. Буссугу сыграл во всех трёх играх на турнире.